# Boissezon
Boissezon település Franciaországban, Tarn megyében. Lakosainak száma 392 fő (2022. január 1.). Boissezon Cambounès, Noailhac, Pont-de-Larn, Le Rialet és Saint-Salvy-de-la-Balme községekkel határos.

## Népesség
A település népességének változása:
| Lakosok száma | 404  | 407  | 408  | 397  | 392  | 387  | 381  | 386  | 392  |
|               | 2013 | 2015 | 2016 | 2017 | 2018 | 2019 | 2020 | 2021 | 2022 |